# La caída de la Casa Usher
«La caída de la Casa Usher», también conocido como «El hundimiento de la casa Usher» o  «La ruina de la casa de Úsher» (título original en inglés: «The Fall of the House of Usher») es un cuento de terror del escritor estadounidense Edgar Allan Poe, considerado uno de los más importantes de su producción narrativa. Fue publicado por primera vez en la revista Burton's Gentleman's Magazine, en 1839.

## Argumento
Un caballero es invitado al viejo caserón de un amigo de la infancia, Roderick Usher, artista enfermo y excéntrico que vive completamente recluido en compañía de su hermana, Lady Madeline, también delicada de salud. Usher vive preso de una enfermedad indefinible, lo que hace a todos temer por su vida. La que acaba muriendo es su hermana. Sus restos mortales son depositados en una cripta, pero no tardan en producirse terribles acontecimientos que desembocarán en un trágico final.

## Contenido
"La caída de la casa Usher" es una de las obras de su autor preferidas por la crítica en términos generales, y la que el propio Poe consideraba de las más logradas que había escrito, solamente por detrás de Ligeia. Relato largo, generoso y matizado, es muy "literario", por su densa materia narrativa, por las numerosas citas que contiene, los títulos de libros, y hasta poemas completos, como "El palacio encantado", el cual había sido publicado separadamente en abril de 1839 en la revista Baltimore Museum.
Se cuenta entre las más complejas —si cabe tal expresión tratándose de Poe— historias de su autor, y no sólo atendiendo a las muchas interpretaciones literarias y psicológicas que de ella cabe extraer (ha sido objeto de decenas de estudios desde todos los puntos de vista) sino, como se indica, debido a sus excesos, literarios (su intenso barroquismo, su eficaz retórica anticuada) y de todo tipo, como la fantástica recreación de efectos que se logra al combinar, alucinógena y metafóricamente, las figuras estilísticas con procesos físicos misteriosos: la personificación, la sinergia, la ósmosis, la sinestesia...
El cuento contiene una gran acumulación de elementos dispares, pero ordenada y sabiamente graduada: todo ello no sirve más que a la vertebración de una larga alegoría de la enfermedad y la muerte. La recargada ambientación y el paisaje, plenos de detalles lóbregos y exangües, traen ecos de la novela gótica clásica (piénsese en Ann Radcliffe, Matthew G. Lewis, Horace Walpole y compañía), pero, como gran exponente que es del terror psicológico inventado por su autor, aporta pruebas constantes al mismo tiempo de la originalidad y la genialidad artística de aquel.
Por otro lado, como señala Julio Cortázar, en este cuento los elementos autobiográficos saltan a la vista como en ningún otro, quizá a excepción de "El gato negro": el egotismo morboso, vinculado a una enfermedad nerviosa de confusa etiología, los rasgos necrofílicos, el sadismo macabro, las relaciones familiares anormales de tipo incestuoso, la presencia estimulante del opio, combinado estéticamente, según se ha indicado, con cuadros y libros vetustos e interpretaciones musicales desaforadas, que no pueden sino prefigurar a las de Sherlock Holmes, muchos años después.
Pero el genio de Poe logra amalgamar todo ello en una síntesis armoniosa y fascinante, y el instrumento de que se vale para ello no es otro que su maestría técnica sin par. En esto se iguala "La caída de la Casa Usher" con el resto de obras maestras del autor dentro del género breve: "El corazón delator", "Los crímenes de la calle Morgue", "La verdad sobre el caso del señor Valdemar", etc. Siempre esas cualidades rítmicas y musicales en la estructura y en la propia prosa, la exquisita finura en el diseño de la curva de interés; el estruendoso clímax final, a lo grand guignol, al que se accede en el caso que nos ocupa por medio de un procedimiento contrapuntístico que sería un siglo después muy utilizado en el cine de suspense: la doble trama confluyente.
En cuanto al vistoso lienzo final, de proporciones tan majestuosas como terribles, excede a toda consideración literaria: se trata de una de las imágenes más citadas en la historia del género macabro.

## Libros citados
- The Mad Trist (apócrifo)
- Vigiliae Mortuorum secundum chorum Ecclesiae Maguntinae, que puede referirse a The Office of the Dead as sung by the choir of the Church of Mainz
- Jean-Baptiste-Louis Gresset (1709-1777): Vert-Vert (1734), La Chartreuse
- Nicolás Maquiavelo (1469-1527): Novella di Belfagor Arcidiavolo (1545)
- Emanuel Swedenborg (1688-1772): De caelo et ejus mirabilibus et de inferno, ex auditis et visis (1758)
- Ludvig Holberg (1684-1754): Niels Klims underjordiske Rejse (1741)
- Robert Fludd (1574-1637):
  - Utriusque Macrocosmi at Microcosmi Historia (1617-1619)
  - Integrum Morborum Mysterium: Medicinae Catholicae (1631)
- Joannes Indagine (1467-1537): Die Kunst der Chiromantzey (c. 1523)
- Marinus Cureau de la Chambre (1594-1669): Discours sur les Principes de la Chiromancie (1653)
- Johann Ludwig Tieck (1773-1853): Das alte Buch und die Reise ins Blaue hinein. Eine Mährchen-Novelle (1835)
- Tommaso Campanella (1568-1639): Civitas Solis (1623)
- Nicolau Aymerich (c. 1320-1399): Directorium Inquisitorum (1376)
- Pomponio Mela: De situ orbis (c. 43)

## Adaptaciones audiovisuales
- The Fall of the House of Usher. Película estadounidense de 1928 dirigida por James Sibley Watson y Melville Webber.[1]

- La Chute de la maison Usher (Francia, 1928). Filme mudo de estilo expresionista dirigido por Jean Epstein.[2]
- En 1950, se produjo una versión cinematográfica británica de The Fall of the House of Usher protagonizada por Gwen Watford, Kay Tendeter e Irving Steen.
- En 1956, el NBC Matinee Theater transmitió en la televisión estadounidense La caída de la casa Usher, protagonizada por Marshall Thompson y Tom Tryon, en el episodio 197.
- House of Usher (Estados Unidos, 1960), dirigida por Roger Corman y protagonizada por Vincent Price.[3]
- "The Fall of the House of Usher". (Reino Unido, 1966). Episodio de la serie de TV Mystery and Imagination emitido el 12 de febrero de 1966.[4]
- En 1976, se realizó una versión de 30 minutos de The Fall of the House of Usher para Short Story Showcase para la televisión estadounidense.
- Filmada en 1979 pero no estrenada hasta 1982, fue transmitida por la cadena de televisión estadounidense NBC y dirigida por James L. Conway. Protagonizada por Martin Landau, Robert Hays, Ray Walston y Charlene Tilton.[5]
- The House of Usher (Estados Unidos, 1989), dirigida por Alan Birkinshaw e interpretada por Oliver Reed y Donald Pleasence.[6]
- La chute de la maison Usher (Bélgica, 1992), de Marc Julian Ghens.[7]
- The Fall of the House of Usher. Serie de 8 capítulos donde se relacionan varios cuentos de E.A.Poe, estrenada el 12 de octubre de 2023 en Netflix.

## Adaptaciones musicales
- La caída de la Casa Usher, ópera de Peter Hammill (1991 y 1999) basada en el relato, con libreto de Chris Judge Smith.

- La caída de la Casa Usher, ópera de Philip Glass, con libreto de Arthur Yorinks.

- Opera Magna La caída de La casa Usher

- La caída de la Casa Usher, ópera inacabada de Claude Debussy, de la que se conservan 30 minutos. Esta obra estaba proyectado que se completase con otra basada en otro relato de Poe: "El diablo en el campanario".

- "Usher" (1940) obra para orquesta sinfónica del compositor argentino Roberto García Morillo

- Pieza de guitarra clásica del compositor Nikita Koshkin titulada "Usher Waltz".

- The Alan Parsons Project, en el disco Tales of Mystery and Imagination (1976, basado en cuentos de Poe), incluye un tema instrumental con el mismo título. El tema se divide en cinco partes: "Prelude", "Arrival", "Intermezzo", "Pavane" y "Fall".

- La banda de rock Finch en su álbum "Say Hello To Sunshine" hay una canción llamada "The Casket of Roderick Usher" (El ataúd de Roderick Usher).

- La compañía de teatro catalana Dagoll Dagom adaptó la obra a musical bajo el nombre de "Poe"

- Bellet de Kin Brandstrup Der untergang des hauses Usher, con música de Claude Debussy.

- Canción del grupo alemán de Heavy Metal Grave Digger titulada "The House".

- Canción del grupo español de power metal Opera Magna titulada  "La Caída De La Casa Usher" en su segundo disco, "Poe".

- Canción del grupo español "Los Carniceros del Norte" en su E.P. tributo a Poe titulado "Poe Is Dead".
- La chute de la maison Usher del grupo Art Zoyd.￼